# Сулакский сельсовет
Сулакский сельсовет — муниципальное образование со статусом сельского поселения в составе Умётского района Тамбовской области России.
Административный центр — посёлок совхоза «Сулакский».

## История
В соответствии с Законом Тамбовской области от 17 сентября 2004 года № 232-З установлены границы муниципального образования и статус сельсовета как сельского поселения.

## Население
| 2010 | 2012 | 2013 | 2014 | 2015 | 2016 | 2017 |
| ---- | ---- | ---- | ---- | ---- | ---- | ---- |
| 823  | ↘798 | ↘772 | ↘765 | ↘743 | ↘704 | ↘701 |
| 2018 | 2019 | 2020 | 2021 |      |      |      |
| ↘692 | →692 | ↘672 | ↘653 |      |      |      |

## Состав сельского поселения
| № | Населённый пункт    | Тип населённого пункта          | Население |
| - | ------------------- | ------------------------------- | --------- |
| 1 | Григорьевка         | деревня                         | →0        |
| 2 | Конышовка           | деревня                         | ↗10       |
| 3 | совхоза «Сулакский» | посёлок, административный центр | ↗835      |
| 4 | Сулак               | село                            | →0        |
| 5 | Троицкое            | деревня                         | →0        |

### Упразднённые населённые пункты
Михайловка — деревня, упраздненная в 1982 году.